# Loción

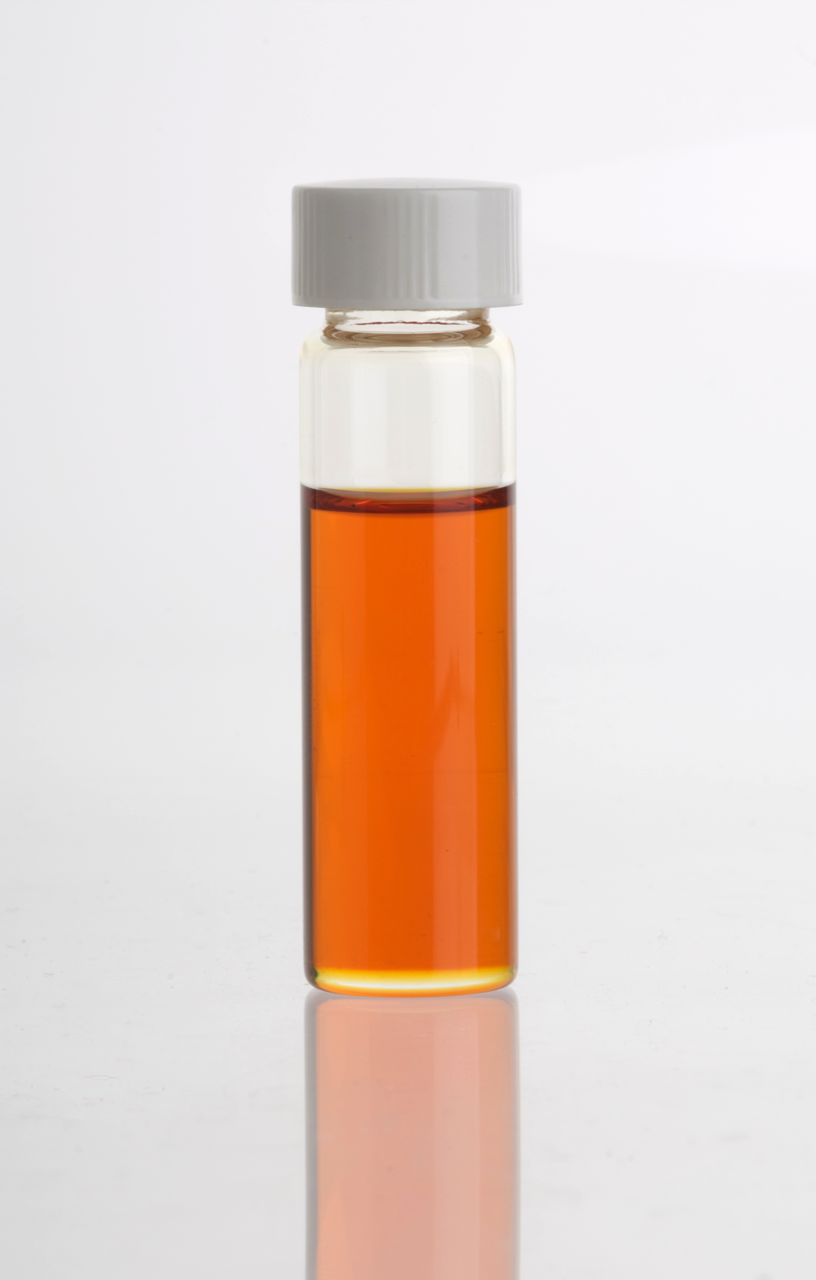
Aceite esencial extraído de Artemisia pallens. Un solo aceite esencial puede estar compuesto por muchas sustancias químicas complejas.

Una loción (del latín lotio, lotionis, 'lavado') es un producto líquido especialmente concebido para el aseo y la limpieza del cuerpo, aunque también se puede emplear el nombre con aquellas sustancias que se aplican sobre la piel con fines estéticos o para tratamientos cutáneos. Es una preparación tópica de baja viscosidad destinada a la aplicación en la piel. Por el contrario, las cremas y geles tienen mayor viscosidad, normalmente debido a un menor contenido de agua.

## Descripción
Las lociones suelen estar formadas con extractos de plantas medicinales (como áloe vera, cola de caballo), aceites esenciales, y diversas sustancias químicas.
Se usan para masajes terapéuticos y eróticos, contra la alopecia, para prevenir picaduras de insectos, proteger la piel, etc.
Su uso debe ser siempre mediante aplicación tópica, ya que su ingestión puede provocar intoxicaciones. No hay que olvidar que se suelen tratar de medicamentos, por lo que hay que ponerlas fuera del alcance de los niños y consumirlas con prudencia.
Por anglicismo, a la loción para el afeitado se le denomina más frecuentemente aftershave.